# Иван Драганов (индустриалец)
Иван Христакиев Драганов е български индустриалец и общественик.

## Биография
Роден е през 1893 г. в Стара Загора. Завършва икономика в Марсилия, Франция. Участва в Първата световна война като запасен подпоручик, младши офицер във 2-ра полкова допълваща батарея при 2-ра тракийска дивизионна област. За отличия и заслуги през войната е награден с орден „За заслуга“. До 1918 г. е един от съдружниците в тютюневата фабрика „Лъв“. Тогава, заедно с брат си Костадин, се отделят и регистрират СД „Братя Хр. Драганови“. Създават тютюневата фабрика „Слънце“. Построяват производствена сграда в центъра на Стара Загора. През 1930-те години по проект на Димитър Караджов е създадена кутията за цигари, на която е изобразена фолклорна шевица и вплетено в нея голямо „С“. Иван Драганов се занимава със счетоводството и търговията на готовата продукция. През 1938 г. регистрира СД „Верея“, което търгува със сурови тютюни. В периода 1924 – 1928 г. е общински съветник. Той е единственият старозагорски индустриалец, който е осъден от „Народния съд“ през 1945 г. Обвинен е за износа на сурови тютюни за Германия и контактите с Организацията на немската цигарена индустрия „РЕЕМСТАМА“. Умира през 1959 г. в Стара Загора.